# Meydancık, Şavşat
Meydancık là một thị trấn thuộc huyện Şavşat, tỉnh Artvin, Thổ Nhĩ Kỳ. Dân số thời điểm năm 2010 là 1.229 người.